# الخير الكلي

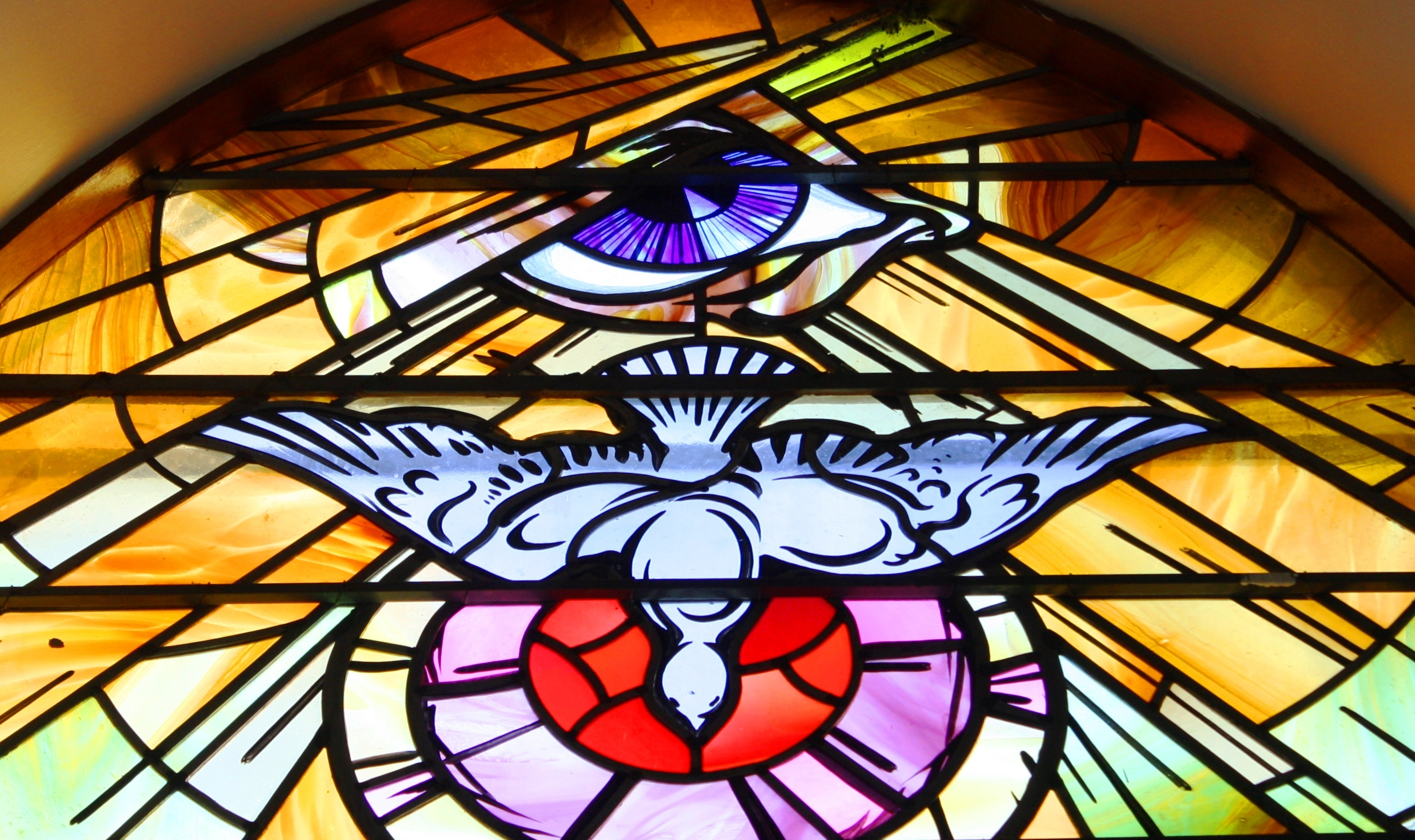

الخير المطلق (باللاتينية Omnibenevolence وهي كلمة مركبة من omni- بمعنى «كل»، وbene- بمعنى «خير»، وvolens بمعنى «استعداد») حسب تعريف قاموس أكسفورد الإنجليزي هو «الاستعداد غير محدود أو اللانهائي لفعل الخير». وقد جادل بعض الفلاسفة بأنه من المستحيل - أو على الأقل من غير المحتمل - أن يحمل الإله مثل هذه الصفة إلى جانب صفتي المعرفة الكلية والقدرة الكلية، نتيجة لمشكلة الشر. ومع ذلك، يدافع بعض الفلاسفة الآخرون، مثل ألفين بلانتينغا، عن إمكانية التعايش بين هذه الصفات الثلاث.
تُستخدم الكلمة في المقام الأول كمصطلح تقني في الأدبيات الأكاديمية حول فلسفة الدين، خاصةً في سياق مشكلة الشر والردود الثيوديسية عليها، على الرغم من أنه غالباً ما يُفضل استخدام مصطلحي «الخير الكامل» و «الكمال الأخلاقي» في السياقات المذكورة بسبب الصعوبات في تحديد ما يشكل بالضبط «الخير اللانهائي».

## الاستخدام
هذا المصطلح مُصاغ على نمط مصطلحي " المعرفة الكلية والقدرة الكلية" ، وغالباً ما يصاحبهما، للإشارة إلى مفاهيم الإله "كلي الخيرية، كلي المعرفة، كلي القدرة". ويستخدم الفلاسفة واللاهوتيون بشكل أكثر شيوعاً عبارات مثل "خير مثالياً"، أو ببساطة مصطلح "الخير". وقد يُفسَّر مصطلح "الخير الكلي" على أنه يعني العدل الكامل أو الحب الكلي أو الرحمة المطلقة أو غير ذلك من الصفات الأخرى، وفقاً لمدى الدقة في فهم "الخير". وعلى هذا النحو، هناك القليل من الاتفاق حول كيف يجب أن يتصرف ما هو «كلي الخيرية».
أقدم تسجيل لاستخدام كلمة "Omnibenevolence" في اللغة الإنجليزية، وفقاً لقاموس أكسفورد الإنجليزي، كان في عام 1679. ولا يبدو أن الكنيسة الكاثوليكية تستخدم مصطلح «كلي الخيرية» في الشعائر الدينية أو التعاليم الكنسية.  

يشمل المستخدمون الحديثون للمصطلح جورج إتش سميث في كتابه " الإلحاد: القضية ضد الله" (1980)، حيث جادل بأن الصفات الإلهية غير متسقة. ومع ذلك، يستخدم المصطلح أيضاً المؤلفون الذين يدافعون عن تماسك الصفات الإلهية، بما في ذلك على سبيل المثال لا الحصر، جوناثان كفانفيج في "مشكلة الجحيم" (1993)، وجوشوا هوفمان وجاري روزنكرانتز في "الصفات الإلهية" (2002).
واستخدم المصطلح بعض الشخصيات الكاثوليكية البارزة، ومن الأمثلة على ذلك الأب روبرت بارون، دكتور اللاهوت المقدس في كتابه لعام 2011 «الكاثوليكية: رحلة إلى قلب الإيمان».

## وجهات النظر الفلسفية
أثارت فكرة الإله كلي الخيرية، والرحيم بشكل لا نهائي، بعض الاعتراضات الإلحادية، مثل مشكلة الشر ومشكلة الجحيم. وتسمى الردود على مثل هذه المشكلات الثوديسيا ويمكن أن تكون عامة، حيث تدافع عن تماسك الإلوهية، مثل كتاب "العناية الإلهية ومشكلة الشر" لسوينبورن، أو يمكنها معالجة مشكلة معينة، مثل "ثيوديسيا الجحيم" لتشارلز سيمور.
يزعم أنصار الربوبية الكلية أن الخيرية (نهايك عن الخير الكلي) ليست مطلوبة لتفسير أي صفة في كوننا، باعتبار إن أي إله محايد أخلاقياً وقوياً بما فيه الكفاية ليخلق كوننا كما نختبره، سيكون قادراً، بحكم التعريف، على خلق كوننا كما نختبره. وزعم ويليام سي لين أن الربوبية الكلية بذلك وفرت مخرجاً من حجة الشر الظاهرة:  وفي عام 2010، أكد المؤلف وليام سي لين:

## وجهات النظر الدينية
ينبع التبرير اللاهوتي من وجود ذات الله: نمط الوجود غير العارض والمستقل والدائم الذي يعزوه اللاهوتيون إلى الله. لأنه إذا لم يكن مثالياً من الناحية الأخلاقية، أي إذا كان الله مجرد كائن عظيم لكنه مع ذلك محدود الخيرية، فإن وجوده سيتضمن عنصراً من عناصر العرضية، لأنه يمكن للمرء دائماً أن يتصور وجوداً يتمتع بقدر أكبر من الخيرية. ومن ثم، فإن الخير الكلي شرط للاهوت الكائن المثالي.
يجادل اللاهوتيون في الويسليانية (انظر توماس جاي أورد) بأن الخير الكلي هو الصفة الأساسية لله. بعض التفسيرات في الكالفيني المفرطة ترفض الخير الكلي. على سبيل المثال، فإن كنيسة ويستبورو المعمدانية تتمتع بسمعة سيئة بسبب تعبيرها عن هذا الموقف.
يجادل المدافع المسيحي ويليام لين كريج بأن الإسلام لا يتمسك بفكرة الخير الكلي.

## روابط خارجية
- خيرية الله
- مبادئ الإيمان اليهودية
- ملاحظات على خيرية الله